# Limnephilus anadyrensis
Limnephilus anadyrensis är en nattsländeart som beskrevs av Martynov 1936. Limnephilus anadyrensis ingår i släktet Limnephilus och familjen husmasknattsländor. Inga underarter finns listade i Catalogue of Life.